# Ll
Ll (en minúscula ll) és un dígraf que apareix en diverses llengües, i pot representar diferents sons segons la llengua.

## Català
En català, en general representa el fonema aproximant lateral palatal sonora /ʎ/, excepte en els casos de ieisme o iodització. Exemples: lluir, alletar, ocell. Abans de la codificació fabriana aquest fonema fou escrit amb múltiples grafies: ‹il›, ‹li›, ‹yl›, ‹ly›, ‹yll›, ‹lly›, ‹y›, ‹i› i ‹ll›. Excepcionalment, quan hom vol reflectir en un text la pronúncia col·loquial ioditzant, s'empra avui la grafia ‹i›.
Segons la fitxa 6790/4 de l'Optimot, el dígraf ll es tracta com si fossin dues eles seguides, és a dir, dues lletres independents i no una lletra en si mateixa. Passa el mateix amb el dígraf l·l, de manera que en una llista alfabètica podríem trobar alternats mots amb ll i amb l·l. També especifica que "en cas que dos mots s'escriguin igual i només es distingeixin perquè l'un porta ll i l'altre, l·l, es col·loca en primer lloc el que duu ll".

## Castellà
El seu nom en castellà és femení: la elle (pl. elles). A partir de la 2a edició de l’Ortografía de la Real Academia Española (1754) i de la 4a edició del Diccionario de la lengua española (1803), aquest dígraf, juntament amb la ‹ch›, passà a formar part convencionalment de l'alfabet espanyol com si fóra una sola lletra (la catorzena, o l'onzena consonant), situada entre la ‹l› i la ‹m›, segurament perquè ‹ch› i ‹ll› s'empraven per a representar de manera exclusiva i unívoca un sol fonema (això abans que l'extensió del ieisme assolís els actuals nivells). En el X Congrés de l'Asociación de Academias de la Lengua Española (celebrat a Madrid l'abril de 1994), per recomanació de diversos organismes internacionals, es va acordar de reordenar els dígrafs ‹ch› i ‹ll› en el lloc que l'alfabet llatí bàsic o universal els assigna: formalment, aquests dígrafs encara serien considerats com a lletres de l'alfabet, però s'acordà no tenir-los en compte com a signes independents a l'hora d'ordenar alfabèticament els mots del diccionari, canvi que es reflectí en la 22a edició del DRAE (2001). Finalment, la nova Ortografía de la RAE (2010) ha establert que els dígrafs ‹ch› i ‹ll› deixin de ser considerats lletres de l'alfabet espanyol, atès que els dígrafs no són sinó combinacions de dues lletres, ja incloses de manera individual en l'inventari, des de la moderna consideració que només són pròpiament lletres els grafemes, ço és, els signes gràfics simples, com a unitats mínimes distintives del sistema gràfic, amb independència que representin o no per si sols una unitat del sistema fonològic. D'aquesta manera, el castellà s'assimila a la resta de llengües d'escriptura alfabètica.

## Albanès
En albanès ‹ll› representa la l velar /ɫ/, mentre que ‹l› representa el so /l/.

## Gal·lès
En gal·lès ‹ll› representa la fricativa lateral sorda /ɬ/, per exemple en noms propis com ara Llanelli.